# Нижняя Бавария
Ни́жняя Бава́рия (нем. Niederbayern, бав. Niedabayern) — один из семи административных округов (нем. Regierungsbezirk) на востоке земли Баварии в Германии.
Центр находится в городе Ландсхут.
Округ граничит с Чехией, Австрией и с баварскими административными округами Верхний Пфальц, Верхняя Бавария.
Название Нижняя Бавария возникло из-за относительной позиции местности к Дунаю.
По данным на 31 декабря 2015 года:
- территория — 1 032 861,28 га;[1]
- население  — 1 212 119 чел.;[2]
- плотность населения — 117,36 чел./км2;
- землеобеспеченность с учётом внутренних вод — 8521,12 м2/чел.

## Административно-территориальное деление
| Нижняя Бавария | Нижняя Бавария                     |
| Районы | Города, приравненные к районам     |
| --- | ---------------------------------- |
| 1. Деггендорф 2. Дингольфинг-Ландау 3. Кельхайм 4. Ландсхут 5. Пассау 6. Реген 7. Ротталь-Инн 8. Фрайунг-Графенау 9. Штраубинг-Боген | 1. Ландсхут 2. Пассау 3. Штраубинг |

## Население
По оценке на 31 декабря 2015 года население правительственного округа Нижняя Бавария составляет 1 212 119 чел. 

| Дата      | 1840   | 1871   | 1900   | 1925   | 1939   | 1950    | 1961   | 1970   | 1987    | 2011    |
| --------- | ------ | ------ | ------ | ------ | ------ | ------- | ------ | ------ | ------- | ------- |
| Население | 502934 | 578829 | 652139 | 726707 | 755980 | 1041333 | 927724 | 977166 | 1027374 | 1172834 |

| Год       | 1960   | 1970   | 1980   | 1990    | 2000    | 2009    | 2010    | 2011    | 2012    | 2013    | 2014    | 2015    |
| --------- | ------ | ------ | ------ | ------- | ------- | ------- | ------- | ------- | ------- | ------- | ------- | ------- |
| Население | 927399 | 980240 | 998192 | 1078110 | 1176206 | 1189194 | 1189384 | 1175923 | 1181472 | 1189153 | 1197558 | 1212119 |

## Природоохранные зоны
В округе находится 67 природоохранных зон. Вместе они занимают территорию в 8 439 га.

## Образование
В Нижней Баварии имеются следующие высшие учебные заведения:
- Деггендорфская высшая техническая школа (основан в 1994 г.);
- Ландсхутский университет прикладных наук (основан в 1978 г.);
- Университет Пассау (основан в 1978 г., ранее с 1823 г. был философско-богословский колледж).

## Достопримечательности
- Прунн — старинный замок на высокой скале.
- Кронвинкль — средневековый замок.